# Fertigungskosten
Die Fertigungskosten sind im betrieblichen Rechnungswesen ein Teil der Herstellkosten und betreffen den direkten, nicht materialbezogenen Ressourceneinsatz des Produktionsprozesses, die indirekt mit der Produktion anfallenden Gemeinkosten sowie Sondereinzelkosten der Fertigung und Kosten der Produktionsplanung und Qualitätskontrolle.
Fertigungskosten werden durch die Be- und Verarbeitung der Roh-, Hilfs- und Betriebsstoffe im Rahmen der Produktion zu Endprodukten verursacht. Die Kostenart der Fertigungskosten setzt sich zusammen aus Fertigungseinzelkosten (etwa Fertigungslöhne und Konstruktions- oder Entwicklungskosten in der Produktion), Fertigungsgemeinkosten (etwa Hilfslöhne, Hilfs- und Betriebsstoffe oder Energiekosten) und Sondereinzelkosten der Fertigung. Sie unterliegen als Lohnarbeit einem Skontierungsverbot. Hinsichtlich der Zusammensetzung der Fertigungskosten ergibt sich folgende Darstellung:
| + Fertigungseinzelkosten           |
| + Fertigungsgemeinkosten           |
| + Sondereinzelkosten der Fertigung |
| = Fertigungskosten                 |

## Fertigungseinzelkosten
Fertigungseinzelkosten (FEK) sind Kosten, die direkt einem Kostenträger zugerechnet werden können. Dazu gehören zum Beispiel die Lohnkosten der Produktionsmitarbeiter. Von den normalen Einzelkosten muss man jedoch die Sondereinzelkosten der Fertigung trennen. Diese lassen sich nicht einer konkreten Einheit, jedoch einem Auftrag oder einem Los zuordnen. Dazu zählen Spezialwerkzeuge oder Konstruktionszeichnungen. Die Fertigungseinzelkosten bilden in der Vollkostenrechnung die Bezugsgröße für die Umlage der Fertigungsgemeinkosten.
Für die Bilanz besteht eine Aktivierungspflicht gemäß § 255 HGB. Die Fertigungseinzelkosten werden oft aufgrund von Arbeitsplänen oder mittels Fertigungszeiten und -mengen errechnet. Aus dem Arbeitsplan werden die Standard-Stückzeiten entnommen, mit den fertiggemeldeten Stückmengen multipliziert und zum Tarif der leistenden Kostenstelle bewertet, woraus die Fertigungseinzelkosten resultieren. Dies geschieht in der Regel EDV-gestützt durch eine ERP-Software im Rahmen der retrograden Verbrauchsermittlung.

## Fertigungsgemeinkosten
Fertigungsgemeinkosten (FGK) sind Teil der Herstellkosten; sie sind jene Kosten des Fertigungsbereichs, die nicht direkt einzelnen Kostenträgern zugeordnet werden können. Sie werden in der Kostenstellenrechnung in den Fertigungsendkostenstellen gesammelt. Bei einer Vollkostenrechnung werden anschließend die Kosten in der Kostenträgerrechnung auf die Kostenträger umgelegt (zum Beispiel in der Zuschlagskalkulation anhand der Fertigungseinzelkosten als Zuschlagsgrundlage).
Zu den Fertigungsgemeinkosten gehören Hilfslöhne, Gehälter für Meister und technische Angestellte, Kosten für Hilfsstoffe, Energiekosten, kalkulatorische Abschreibungen bzw. kalkulatorische Zinsen oder Betriebsmittelkosten des Fertigungsbereichs.
Für Handelsbilanz und Steuerbilanz besteht Aktivierungspflicht (§ 255 Abs. 2 HGB; R 6.3 Abs. 1 EStR).
Die Fertigungsgemeinkosten können
- mittels Zuschlagskalkulation auf der Basis der Fertigungseinzelkosten verrechnet werden
- oder bereits bei der Ermittlung der Kostenstellentarife in den Kostensatz zur Bewertung der Fertigungsstückzeit eingebaut werden.

## Sondereinzelkosten der Fertigung
Zu den Sondereinzelkosten der Fertigung (SEF) gehören Kosten für Spezialwerkzeuge, Konstruktionspläne, Modelle/Schablonen, Patente und Lizenzen, Analysen/Proben eines Fertigungsschritts. Diese Kosten sind auftragsbezogen und können den einzelnen Kostenträgern zugeschlüsselt werden, wenn der Kostentreiber Losgrößenmenge bekannt ist. Sie unterliegen somit einer losgrößenabhängigen Kostendegression durch Skaleneffekte. Sondereinzelkosten der Fertigung sind Teil der Herstellkosten; sie gehören zwar zur Kostengruppe der Einzelkosten, können jedoch nicht einzelnen Kostenträgern zugeordnet werden. Sie fallen häufig für einen ganzen Auftrag oder ein Fertigungslos an, d. h. einer Menge an Kostenträgern. Die Sonderkosten werden gleichmäßig auf die Kostenträger verteilt.
Für die Bilanz besteht Aktivierungspflicht gemäß § 255 Abs. 2 Satz 1, Satz 2 HGB.